# Судова система Німеччини
Судова влада Німеччини — це система судів, яка тлумачить і застосовує закони Німеччини.
Правова система Німеччини – це цивільне право, яке здебільшого ґрунтується на всебічному компендіумі законів, порівняно із системами загального права. У кримінальному та адміністративному праві Німеччина використовує інквізиційну систему, коли судді беруть активну участь у розслідуванні фактів справи, на відміну від змагальної системи, де роль судді полягає в першу чергу як неупередженого арбітра між прокурором або позивачем і відповідач.
У Німеччині незалежність судової влади історично старша за демократію. Організація судів традиційно сильна, і майже всі федеральні дії та дії штату підлягають судовому перегляду.
Судді мають окрему кар’єру. Наприкінці своєї юридичної освіти в університеті всі студенти-юристи повинні скласти державний іспит, перш ніж вони зможуть продовжити навчання, яке забезпечує їм широку підготовку в юридичній професії протягом двох років. Потім вони повинні скласти другий державний іспит, який дає їм право займатися адвокатською практикою. На цьому етапі особа може обрати бути юристом або вступити до судової системи. Кандидати в судді одразу починають працювати в судах. Однак перед призначенням на посаду судді вони проходять випробувальний термін до п’яти років.
Судова система створена та регулюється частиною IX Основного закону Федеративної Республіки Німеччина. Стаття 92 Основного закону засновує суди, в якій зазначено, що «судова влада належить суддям; вона здійснюється Федеральним конституційним судом, федеральними судами, передбаченими цим Основним законом, і судами земель».

## Закон
Правова система Німеччини — це цивільна система, найвищим джерелом права якої є Основний закон Федеративної Республіки Німеччини 1949 року (який служить конституцією нації), який встановлює сучасну судову систему, але право, яке виноситься в суді, походить від німецьких кодексів ; таким чином, німецьке право є переважно кодальним за своєю природою. Судова система виносить рішення (1) про публічне право (öffentliches Recht), тобто адміністративне право (позов між державними органами або між двома державними органами) і кримінальне право, і (2) приватне право (Privatrecht). Німецьке право, особливо приватне право, в основному базується на ранньому візантійському праві, зокрема на Кодексі Юстиніана, і в значно меншій мірі на Кодексі Наполеона.
Germany used jury trials from the Middle Ages onwards, for example in the Landgerichte, but during a state of emergency under Article 48 (of the Weimar Constitution), and about one month before the trial of Adolf Hitler February 1924 for the Beer Hall Putsch of November 1923, the Emminger Reform (a Notverordnung, or emergency decree) was passed in January 1924 abolishing juries and replacing them with the mixed system of judges and lay judges that is still used today.

## Писилання
- Chart: Courts of law in Germany
- Law – Made in Germany: German government's explanation of the advantages of German law
- Legislation: Independence of the judiciary in Germany